# Abaris Hiperboreanul

Abaris Hiperboreanul (Greacă: Ἄβαρις Ὑπερβόρειος, Abaris Hyperboreios), fiul lui Seuthes, a fost un vindecător legendar și preot al zeului Apollo. Se crede că și-a însușit talentele în ținuturile natale din Hiperboreea, localizată lângă Caucaz, fiind locul unde zburase în timpul unei epidemii de ciumă. Abaris a fost binecuvântat cu darul profeției, iar acest lucru, împreună cu ținuta sa scită, precum și prin simplitatea și cinstea sa, a contribuit la stima sa din partea poporului elen.

## Legenda
Herodot afirmă că Abaris călătorise în jurul lumii pe o săgeată aurie, primită de la Apollo sau care îl simbolizează pe acesta. Totodată, acesta nu consuma mâncare. Heraclides Ponticus scria că Abaris zbura pe ea, la fel cum vrăjitoarele zburau pe măturile lor. Platon (Charmides (Platon) 158C) îl plasează printre tămăduitorii traci, care practicau medicina asupra sufletului, nu doar asupra trupului, prin "incantații" (epodai). Acestuia i-a fost atribuită construirea unui templu spartan al Persefonei , de către geograful Pausanias (9.10).

### Phalaris
Opera Vita Pythagorica a filosofului Iamblichus dezvăluie cititorilor o anecdotă. Aici, Abaris se zice că ar fi purificat Sparta și Knossos, printre alte orașe, de ciumă (VP 92-93). Totodată este prezentat împreună cu Pitagora la curtea tiranului sicilian Phalaris. Cei doi înțelepți discută chestiuni care au legătură cu Divinatea, iar aceștia îl îndeamnă pe tiran să aibă o viață guvernată de excelență morală (ibid. 215-221). Iamblicus îi atribuie lui Abaris o abilitate specială, extispiciul, arta prezicerii viitorului prin examinarea anomaliilor dobândite de intestinele animalelor. Textul Suda îi atribuie un număr de creații literare, precum un volum al Oracolelor Scite în hexametrul dactilic, o teogonie în proză, un poem al căsătoriei râului Hebrus, o lucrare asupra purificărilor și menționarea unei vizite a zeului Apollo în tărâmul Hiperboreenilor. Însă asemenea lucrări nu erau la fel de originale precum corespondența sa cu tiranul Phalaris.
O sursă mai sigură din punct de vedere istoric ar putea fi filosoful greco-scit Anacharis, care călătorise printre eleni la începutul secolului al VI-lea.

## Impactul modern
- Numele său este atribuit unei societăți de seniori secret; aceasta este una din cele 8 grupuri secrete ale societăților de seniori din grupurile de studenți ale liceului "Dartmouth College".
- Abaris este menționat în cântecele lui Therion: "An Arrow From The Sun"("O săgeată de la soare"), "The Wand of Abaris"("Bagheta lui Abaris") și "The Falling Stone"("Piatra căzătoare").